# RTL Zwei
RTL Zwei (ранее RTL 2, произносится «Эр-Ти-Эль цвай») — коммерческий телеканал Германии со штаб-квартирой в Грюнвальде близ Мюнхена. Вещание производится через кабель, антенну, спутник и Интернет. Входит в состав RTL Group. На территории Австрии и Швейцарии вещает в полном объёме, однако с местными рекламными вставками. До 1996 года вещал с дневным перерывом.

## Контент телеканала
За исключением нескольких информационных программ (RTL II News) основной контент телеканала представляют шоу и передачи, произведённые сторонними производителями, например немецкая версия шоу «Big Brother» производства Endemol.
Значительную часть эфира канала занимают американские телесериалы, в частности ситкомы и сериалы в жанре научной фантастики (многие из которых транслируются повторно после премьеры на другом родственном телеканале RTL), а также аниме и анимационные сериалы. Кроме того, в 1990-х годах RTL II перекупило у телеканала ZDF права на несколько сериалов 1980-х годов. С 2004 года канал впервые на немецком телевидении еженедельно транслирует болливудские индийские фильмы с немецким дубляжом (ранее уже производились трансляции на других каналах, но с субтитрами).

## Эфирная сетка
Эфирная сетка телеканала состоит из следующих блоков:
- Детская программа: детские телепередачи, мультфильмы, аниме.
- Послеобеденный эфир: комедийные сериалы, ситкомы.
- Ранний вечерний эфир: документальные мыльные оперы, реалити-шоу.
- Вечерний прайм-тайм и ночной эфир: американские телесериалы, высокорейтинговые реалити-шоу, художественные фильмы.

## Вещание
Доступен:
- В большинстве крупных городов Германии через DVB-T и IPTV, ранее через аналоговое кабельное телевидение, в Мюнхене, Куксхафене и Берлине через аналоговый UHF
- В большинстве стран Европы через DVB-S, ранее через аналоговый SHF